# Młodynie Górne
Młodynie Górne (prononciation : [mwɔˈdɨɲɛ ˈɡurnɛ]) est un village polonais de la gmina de Radzanów dans le powiat de Białobrzegi de la voïvodie de Mazovie dans le centre-est de la Pologne.

## Histoire
De 1975 à 1998, le village appartenait administrativement à la voïvodie de Radom.